# وارنو
وارنو رودی به طول ۱۵۵٫۴ کیلومتر (۹۶٫۶ مایل) در ایالت مکلنبورگ-فورپومرن کشور آلمان است که از روستایی در نزدیکی پارشیم سرچشمه می‌گیرد و در منطقه وارنمونده در شهر روستوک به دریای بالتیک می‌ریزد.